# Human (sång av The Human League)
Human är en låt av den brittiska gruppen The Human League från albumet Crash. Den är producerad och skriven av de amerikanska R&B-producenterna Jimmy Jam och Terry Lewis och utgavs som den första singeln från albumet i augusti 1986. 
Singeln blev en stor framgång. Den blev gruppens andra singeletta på Billboard Hot 100 (efter Don't You Want Me) och toppade också Billboards Hot Dance Club Play-lista.  Den blev även etta i flera andra länder och deras första topp 10-hit på tre år på brittiska singellistan, där den nådde 8:e plats.

## Utgåvor
7"-singel Virgin Records VS 880
1. Human  3:45
2. Human (Instrumental)  3:45

12"-singel Virgin Records VS 880-12
1. Human (Extended Version)  5:00
2. Human (Acapella)  2:00
3. Human (Instrumental)  5:00